# Sphenoptera kheili
Sphenoptera kheili es una especie de escarabajo barrenador metálico del género Sphenoptera, de la familia Buprestidae, orden Coleoptera.

## Distribución
Se distribuye por la región afrotropical.

## Taxonomía
Fue descrita por Obenberger en 1926.